# 博比·亨德森 (活动家)
博比·亨德森（Bobby Henderson，1980年—）是飞天面条神教的创始人。 他是一个毕业于俄勒冈州立大学的物理学士毕业生。他出生在俄勒冈州的罗斯堡。

## 飞天面条神教
2005年，博比·亨德森创立了宗教——飞天面条神教，其目的在于反对美国堪萨斯州教育委员会所通过的一项决议，该决议允许智能设计论和演化论一道作为该校的科学课程，并具有等同的学分。
博比·亨德森要求，飞天面条神教对世界起源的理论也应当同智能设计论与演化论一样，以同样的方式教授。
飞天面条神教称，世界是由“飞行着的意大利面条怪物”在一天内创造的，煮创造了一座山，然后树，最后一个侏儒。 飞天面条神教的教条主要以对面条和海盗的参考为中心，以及神创论理论的模仿调侃。 除其他事项外，据称海盗人口减少全球变暖的原因。
博比·亨德森亦是《飞面福音》的作者。